# Ніколаєва Ельвіра Іванівна
Ельвіра Іванівна Ніколаєва (22 жовтня 1931, Кизил-Орда, Казахська РСР — 26 квітня 2013, Сєверодвінськ, Російська Федерація) — член-кореспондент Міжнародної Академії наук педагогічної освіти, кандидат педагогічних наук, професор гуманітарного інституту. Північного університету імені М. В. Ломоносова у м. Сєверодвінську.

## Біографія
Народилася 1931 року в сім'ї інженерно-технічної інтелігенції. Дитячі та юнацькі роки пов'язані з переїздами батька військового інженера (Росія, Казахстан, Узбекистан). Загальну середню освіту завершила 1948 р. (Узбекистан). У 1952 році закінчила Ташкентський юридичний інститут за спеціальністю "юрист". У 1958 р. — факультет російської мови та літератури Ташкентського державного педагогічного інституту імені Нізамі за спеціальністю «Вчитель російської мови та літератури».
Трудову діяльність розпочала 1952 року вчителькою російської мови та літератури сільської школи (с. Троїцьке, Узбекистан). Як вчителька, а потім завуч школи працювала 17 років. Брала участь у розробці та реалізації Державної програми переходу початкових класів шкіл СРСР на трирічне навчання в аспекті змісту та методів освоєння програми навчання російській мові (1967).
У 1968 році розпочала новий життєвий етап — науково-дослідну діяльність в Узбецькому НДІ педагогічних наук ім. Кари-Ніязова (м. Ташкент). Наукові інтереси визначила спільна наукова робота з сектором початкового навчання НДІ Змісту та методів навчання АПН РСР (Москва) щодо переходу початкових класів на новий зміст освіти. Науковий потенціал дослідника складався під впливом відомих вчених у галузі початкової шкільної освіти (проф. Н. С. Рождественського, проф. Г. А. Фомічевої, проф. Н. Н. Світловської, к.п.н. М. С. Васильєвої, члена-кореспонденції А. Р. Кадирова та інших). На базі проведених наукових досліджень було захищено кандидатську дисертацію «Формування знань Батьківщині в учнів 1-3 класів шкіл Узбекистану з російською мовою навчання» (1972 р.).
Подальша науково-педагогічна діяльність пов'язана з проблемами навчання та виховання молодших школярів та підготовкою педагогічних кадрів у закладі вищої освіти. З 1978 по 1994 працювала на факультеті початкових класів Ташкентського держпедінституту ім. Низами. Завідувала кафедрою російської мови та методики її викладання у початкових класах. Здобула вчені звання доцента (1981 р.) та професора (1991 р.). Вела активну науково-дослідну роботу та плідну видавничу діяльність з підготовки навчально-методичної літератури для російськомовних шкіл Узбекистану; педагога-публіциста; автора та ведучого навчальних телепрограм для вчителів початкових класів. Працювала з аспірантами (4 захисти кандидатських дисертацій). Керувала в Узбекистані одним із перспективних наукових напрямів 1970—1980 років. — Підготовка дітей, які слабо володіють російською розмовною промовою, до навчання російською мовою. Брала участь у створенні Державної програми підготовки неросійських дітей шестирічного віку до навчання у початкових класах російських шкіл (1970-ті рр.); Програми Міністерства освіти Узбекської РСР щодо проблеми інтенсифікації навчання учнів національних груп російської мови в педагогічних училищах Узбекистану (1989). Очолювала Навчально-методичний рада з початкових класів (російська мова) при Міністерстві освіти Узбекської РСР.
У жовтні 1994 року у зв'язку з переїздом до Архангельської області очолила кафедру педагогіки у Сєвєродвінському гуманітарному інституті Поморського Міжнародного педагогічного університету ім. М. В. Ломоносова (пізніше — Сєверодвінський філія Поморського державного університету ім. М. В. Ломоносова, потім гуманітарний інститут Північного Арктичного федерального університету імені М. В. Ломоносова у м. Сєверодвінську). За цей період науково-педагогічної детальності під керівництвом проф. Ніколаєвої Е. І. захищено 5 кандидатських дисертацій. Ведеться розробка теми «Регіональний компонент у контексті змісту початкової шкільної освіти (російська мова)». В рамках теми розроблено проект «Морянка».

## Науковий напрямок
Назва наукового напряму: Регіональний компонент у контексті змісту початкової шкільної освіти (російська мова).
Основна концепція проведених досліджень у рамках наукового спрямування, правомірність якої була закріплена дисертацією Е. І. Ніколаєвої (70-ті роки XX ст.) і визнана у сьогоднішній інтерпретації, представляється у наступному формулюванні: що глибша опора у процесі навчання молодших школярів предметам російської (рідної мови) про свій регіон під кутом зору формування в учнів знань про свою малу Батьківщину, тим повніше вони уявлення про Батьківщину-Росію.

## Нагороди
- Медаль «Ветеран праці» (1989)

Професійні почесні звання:
- Заслужений працівник вищої школи РФ (21.09.2002)
- Відмінник народної освіти Узбекської РСР (1970)
- Відмінник освіти СРСР (1981)

## Список публікацій
1. Расширение представлений учащихся о Родине // Начальная школа. 1972. № 16;
2. Эстетическое воспитание на уроках чтения / / Начальная школа. 1973. № 3;
3. Методические указания к урокам русского языка в подготовительных классах Узбекистана. Ташкент, 1977;
4. Учебно-воспитательный процесс в подготовительных классах Узбекистана. Ташкент, 1979;
5. Методическое руководство к учебному пособию по русскому языку для подготовительных классов школ УзССО с русским языком обучения. Ташкент, 1981;
6. Азбука: Учеб. пособие для нулевых классов школ и подготовительных групп детских садов, работающих в условиях пятидневной учебной недели. Ташкент, 1983;
7. Новое пособие по методике развития речи // Дошкольное воспитание. 1985. N21;
8. Детская литература Узбекистана на уроках чтения в начальных классах (язык обучения — русский). Ташкент, 1990;
9. Пособие по развитию русской речи для национальных групп педагогических училищ У зССР. Ташкент, 1991; Активизация учебной деятельности студентов на практических занятиях по методике русского языка // Сб. научных трудов ТГПИ. Ташкент, 1993;
10. Книга для чтения по русскому языку: Учеб. пособие по русскому языку для национальных групп педагогических училищ. Ташкент, 1995
11. Актуальные проблемы методики обучения чтению в начальных классах / Под ред. М.с. Васильевой, М. И.омороковой, Н. Н. СветловскоЙ. М., 1977. С. 21 — 23;
12. Наука Поморья: Справочник 1 Отв. ред. Е. В. Кудряшова. Архангельск, 2002. С. 253.
13. Э. И. Николаева, И. Ф. Полякова, Е. В. Михайленко, И. П. Панфилова, Г. В. Михеева:- Региональный компонент к контексте содержания начального школьного образования. — Архангельск: Изд-во ПГУ, 2006.
14. Э. И. Николаева. Средства приобщения младших школьников к региональной культуре /Вестник СЗО РАО, Академические чтения. Вып.4. — С-Пб. — Архангельск: ПГУ, 2004. — С.101-106,
15. Э. И. Николаева, И. Ф. Полякова / Морянка. — Сб. материалов о Русском Севере (для чтения в начальных классах). — Архангельск: АО ИППК РО, 1997 г.
16. Э. И. Николаева, И. Ф. Полякова / Морянка. Хрестоматия о Русском Севере для чтения в начальных классах. Издание 2-е, переработанное и дополненное. — Архангельск: ПГУ, 2005. — 218 с.
17. Э. И. Николаева, И. Ф. Полякова, Раменский О. Е.:Детская литература Баренц — региона. Хрестоматия. Учебное пособие.- Архангельск: ПГУ, 2006.
18. Национально-региональный компонент содержания образования: опыт, решения, поиски. // Сб. материалов научно-практической конференции. Под науч. ред. # Э. И. Николаевой. — Архангельск: АО ИППК РО, 2005. — 123с.
19. Грант СЗО РАО — Проектирование содержания НРК обучения русскому языку, чтению в начальной школе
20. Грант РГИФ — Моделирование оптимальной сочетаемости федерального и регионального компонентов содержания образования в контексте программ начальной школы.